# James J. Schmitt
Pour les articles homonymes, voir Schmitt.
James J. Schmitt est un homme politique républicain américain, né le 7 juin 1958 à Two Rivers (Wisconsin) de Jim et Mary Schmitt. Le 1er avril 2003, il est élu et devient le 41e maire de Green Bay, succédant à Paul Jadin qui n'est pas réélu.
James Schmitt se marie à Dona Degenhardt le 26 mai 1990. Ils ont 4 filles : Anna, Greta, Laura et Eva (qui est morte en 2002).